# Karl Duncker (Psychologe)
Karl Duncker (* 2. Februar 1903 in Leipzig; † 23. Februar 1940 in Swarthmore) war ein deutscher Psychologe und Mitbegründer der Gestalttheorie.

## Leben
Karl Duncker kam 1903 in Leipzig als Kind der kommunistischen Politiker Hermann Duncker und Käte Duncker zur Welt. Er studierte von 1923 bis 1928 an der Friedrich-Wilhelms-Universität Berlin und verbrachte 1925 ein Jahr an der Clark University in den USA. Er war bis zur Auflösung des Psychologischen Institutes im Jahr 1935 Schüler und Mitarbeiter der Begründer der Gestaltpsychologie der Berliner Schule, Max Wertheimer, Wolfgang Köhler und Kurt Koffka. 1934 scheiterte seine Habilitation in Berlin zunächst an politischen Einwänden, die Schrift konnte aber 1935 erscheinen. Im selben Jahr fand er im Exil in England, in Cambridge bei Frederic Charles Bartlett eine Anstellung und wurde dann als Instructor von Wolfgang Köhler an das Swarthmore College in Pennsylvania geholt.
Schon während seiner Zeit in England litt Duncker immer wieder unter schweren depressiven Verstimmungen. 1937 begab er sich deswegen für zwei Monate in die Schweiz zur Behandlung in die Klinik „Sanatorium Bellevue“ von Ludwig Binswanger. Aber weder die Behandlung bei Binswanger noch seine anschließende Übersiedlung in die USA brachten eine wesentliche Verbesserung seiner Verfassung. Zwar war Duncker wieder arbeitsfähig und bemühten sich vor allem Wolfgang Köhler und dessen Familie auch persönlich sehr um ihn, doch letztlich vergeblich: Kurz nach seinem 37. Geburtstag nahm sich Duncker das Leben.

## Leistungen
Zu seinen wissenschaftlichen Beiträgen zählen seine Arbeiten zum produktiven Denken und zu schöpferischen Problemlösungsprozessen, zur Kritik des Behaviorismus, zur Phänomenologie der Gefühle und Empfindungen und zur Psychologie der Ethik. Sehr häufig wird seine Definition von Problemlösen noch zitiert.
„Ein ‚Problem‘ entsteht z. B. dann, wenn ein Lebewesen ein Ziel hat und nicht ‚weiß‘, wie es dieses Ziel erreichen soll. Wo immer der gegebene Zustand sich nicht durch bloßes Handeln (Ausführen selbstverständlicher Operationen) in den erstrebten Zustand überführen lässt, wird das Denken auf den Plan gerufen. Ihm liegt es ob, ein vermittelndes Handeln allererst zu konzipieren.“ (1935, S. 1)
Von Bedeutung ist der durch ihn geprägte Begriff Funktionale Gebundenheit/Fixierung beim Problemlösen. Er wird verwendet, wenn beim Problemlösen die Funktion eines Elementes innerhalb der Aufgabenstruktur schon gegeben ist. Die bestehende Funktion des Elementes ist innerhalb der Aufgabe bereits so gut verankert, dass ihre zur Lösung notwendige Veränderung erhebliche Schwierigkeiten bereitet. In einem Experiment bestand das Problem darin, Kerzen an eine Wand zu montieren (Kerzenproblem). Die dazu benötigte Schachtel war aber in der Aufgabensituation als Behälter für Reißnägel vorhanden. Ihre Funktion war also gebunden und gerade diese funktionale Gebundenheit musste überwunden werden, damit der Weg zur Lösung frei wurde. Dann konnte die neue Funktion der Schachtel (als Kerzensims) erfasst werden. Die Aufgabenstellung wurde durch diese Funktionsveränderung umstrukturiert. Diese Art von Umstrukturierungsprozessen kann auch in der Psychotherapie eine große Rolle spielen. Explizit wurde Dunckers Ansatz der Problemlösung durch Umstrukturierung in die Gestalttheoretische Psychotherapie integriert.

## Schriften
- Zur Psychologie des produktiven Denkens, Springer, Berlin 1935, ND 1974 ISBN 978-3-540-03487-2
- Behaviorismus und Gestaltpsychologie. In: Erkenntnis 3, S. 162–176
- Lernen und Einsicht im Dienst der Zielerreichung. In: Acta Psychologica, The Hague, 1, S. 77–82
- Ethical Relativity? An enquiry into the psychology of ethics. In: Mind 48, S. 39–57 (Deutsche Übersetzung erschienen in Gestalt Theory 25, 1/2-2003, S. 33–52)
- On Pleasure, Emotion, and Striving. (PDF) 1941, S. 391–430, abgerufen am 28. Januar 2025 (englisch). (Deutsche Übersetzung erschienen in Gestalt Theory 24, 2/2002, S. 75–116)
- Erscheinung und Erkenntnis des Menschlichen. Aufsätze 1927–1940. Hrsg. von H. Boege und H.-J. P. Walter, Verlag Krammer, Wien 2008, ISBN 3-901811-26-5